# Tetraophasis szechenyii
Tetraophasis szechenyii е вид птица от семейство Phasianidae.

## Разпространение
Видът е разпространен в Индия и Китай.